# Filmfare
Filmfare est un magazine indien de langue anglaise sur le cinéma hindi, diffusé essentiellement dans l'ouest de l'Inde, dans le Maharashtra (diffusion moyenne de 1,4 million d'exemplaires).
Crée le 7 mars 1952 à  Mumbai, le magazine est publié par Worldwilde Media, une filiale de Times Group, le plus grand conglomérat de divertissement indien. 
Filmfare est l'un des magazines de divertissement les plus populaires en Inde. 